# Balansmeester
Een balansmeester is een politieke partij in een parlement zonder meerderheid die twee verschillende blokken aan een meerderheid kan helpen. Deze partij speelt daardoor een doorslaggevende rol bij regeringsvorming en stemmingen.
De term lijkt op kingmaker, die een nieuwe regering aan de macht helpt, maar 'balansmeester' legt, vooral binnen blokpolitiek en minderheidskabinetten, de nadruk op de voortdurende strategische rol van een partij bij stemmingen en beleidsvorming.

## Zweden
In het Zweeds wordt deze term vågmästare genoemd, wat letterlijk 'waagmeester' betekent. Oorspronkelijk verwees de term naar een leider of partij die strategisch inzet op wisselende meerderheden om haar eigen voorstellen te verwezenlijken. Dit vereist een hoge mate van politieke onderhandelingsvaardigheid.

### Jaren '20 tot en met de jaren '80
In de jaren twintig van de 20e eeuw werd het woord vågmästare voor het eerst figuurlijk gebruikt in de politiek. De liberaal Carl Gustaf Ekman leidde een regering die zowel met links als met rechts samenwerkte. Men zei dat hij een 'meester in golven' was en een 'meesterlijk' beleid voerde. Ook de regering van de Liberalerna onder leiding van Ola Ullsten (1978-1979) kan in de oorspronkelijke betekenis van het woord als balansmeester worden beschouwd, aangezien zij tussen de rechtse partijen en de sociaaldemocraten laveerde, vooral op het gebied van energiebeleid.

### De jaren '90 en '00
In Zweden was vooral de Groene Partij de invloedrijkste partij tussen de blokken bij de verkiezingen van 1998 en 2006. Daarvoor namen de Centerpartiet en Liberalerna ook al enigszins de positie in van balansmeester, net als Ny Demokrati die tussen 1991 en 1994 in de Rijksdag vertegenwoordigd was.

### Vanaf de jaren '10
De Zweedse Democraten kwamen op 19 september 2010 met 5,7 stemmen de Rijksdag binnen en nam daarmee een positie in als balansmeester. Vertegenwoordigers van de andere parlementaire partijen gaven echter aan dat zij onder geen beding steun zullen zoeken bij de Zweden Democraten. De versterkte rol van de Zweedse Democraten als balansmeester na de parlementsverkiezingen van 2014 leidde tot het Decemberakkoord, een akkoord dat in 2015 werd verbroken, maar van kracht bleef tot de parlementsverkiezingen van 2018.
Tijdens de regeringsformatie na de verkiezingen van 2018 waren de Liberalerna en met name de Centerpartiet de doorslaggevende factor bij de verkiezingen voor de post van premier: zij konden kiezen tussen Ulf Kristersson of Stefan Löfven. De partijen kozen ervoor om samen te werken met de sociaaldemocraten en de Groenen in het zogenaamde Januariakkoord. Sinds die overeenkomst is gesloten, fungeert de socialistische Vänsterpartiet in de Rijksdag als een balansmeester tussen de januaripartijen en de rechtse oppositie (Moderaterna - Kristdemokraterna - Sverigedemokraterna).